# 스모

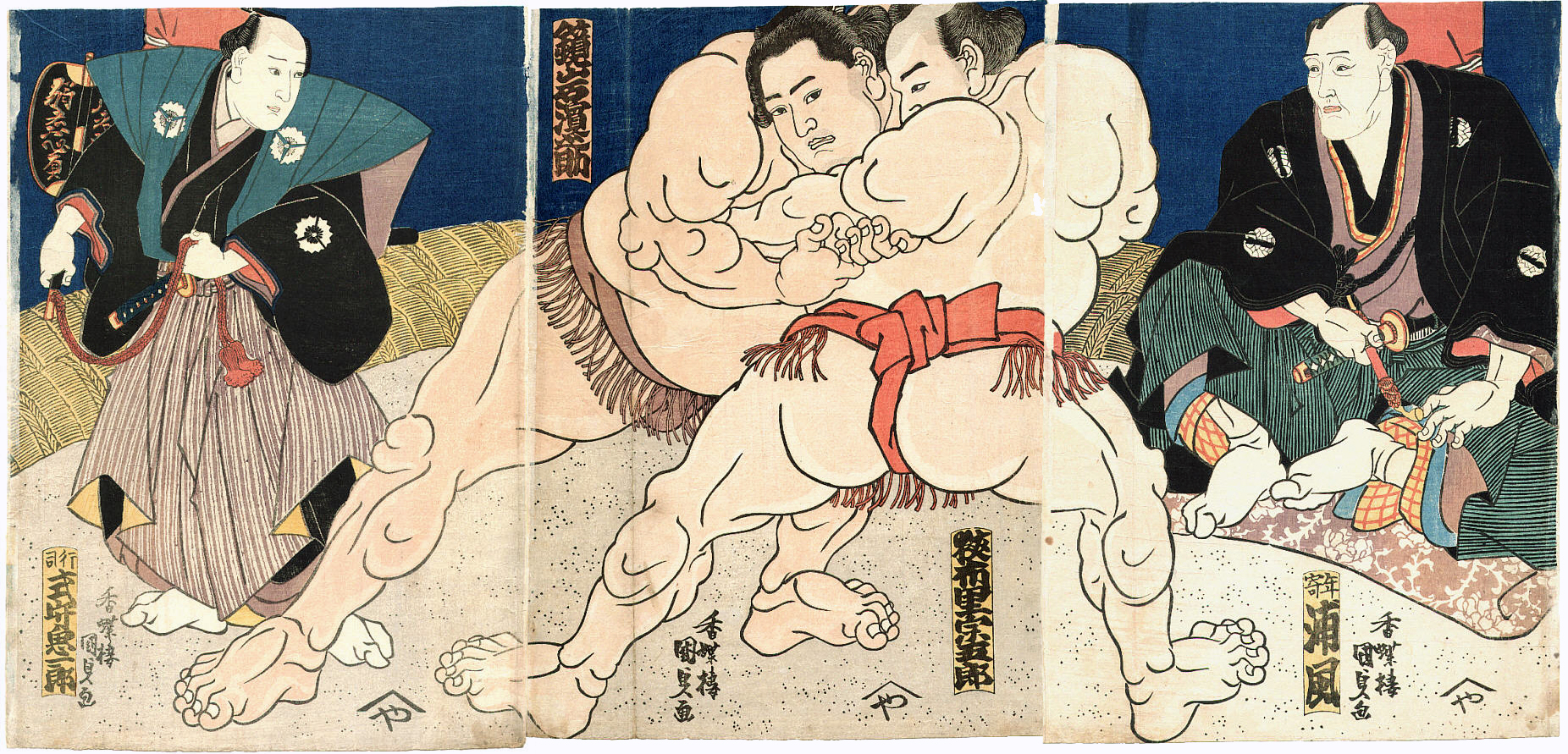
스모 그림(우키요에, 우타가와 구니사다, 1860년대)

스모(일본어: 相撲)는 일본 고유의 전통적인 격투기 스포츠 중 하나로, 땅바닥에 그어진 구획(도효) 위에서 두 명의 선수가 도구 없이 육체만으로 맞붙어 싸우는 형태의 경기이다. 일본에서는 예전부터의 신토의 의식 중 하나로 치러져 왔으며, 일본 내에서 개최되는 스모의 프로 경기로 오즈모(大相撲)가 있다.

## 개요
일본에서의 스모는 원래 힘센 남자들이 신 앞에서 그 힘을 바치는 신토의 의식이었다. 그런 이유로, 신에 대하여 경의를 표하기 위한 예의범절이 매우 중시되어 있어, 현재도 스모 자체에는 엄격한 예의범절이 통용되고 있다.
스포츠 형태로서의 '스모' 는, 알몸(또는 거기에 매우 가까운 상태)으로 도구를 쓰지 않고 경기 참가자 육체만으로 서로 우열을 가리는 형태로 일대일의 육체 대결이다. 일본 외의 세계 각 지역에 존재하는, 비슷한 형태의 격투기로 대한민국의 씨름, 몽골의 브흐, 중국의 쉬아이쟈오(摔角), 오키나와의 시마, 러시아의 삼보, 터키 씨름 등이 있다(씨름#세계의 씨름을 참조).
일본 전역에서는 어린이에서부터 성인에까지 전 연령층을 대상으로 스모 대회가 열리고 있다. 아마추어가 아닌, 경기 결과에 따라 포상금을 받는 프로 스모 경기는 오즈모(大相撲)라고 불리며, 일본스모협회에서 관장하고, 매년 홀수 월 6번(1,3,5,7,9,11월)의 대회(바쇼(場所)라고 한다)가 개최된다. 이 대회에는 일본인 뿐만 아니라 몽골, 미국, 조지아, 불가리아 등 비(非)일본 출신인 외국인 선수도 참가한다. 오즈모에 참가하는 선수들은 가장 낮은 조노구치부터 등급을 부여 받으며, 가장 높은 등급인 요코즈나(横綱)를 필두로 오제키, 세키와케, 고무스비, 마에가시라가 포함된 마쿠우치(幕内) 리그가 최상위 리그이다. 2023년 기준으로 몽골 출신의 테루노후지 하루오(照ノ富士 春雄)만이 요코즈나로 재위하고 있다.

## 스모의 주요 용어

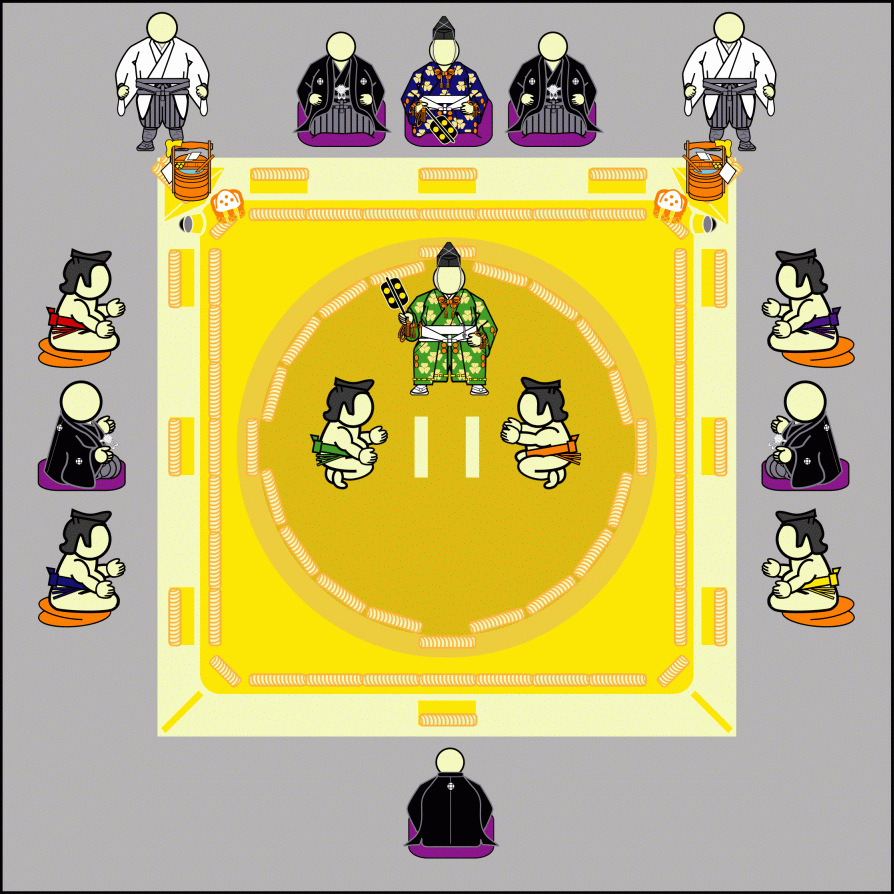
도효와 주변의 각 배치

다음에 스모에서 사용되는 주요 용어를 정리한다.
도리쿠미(取組)
스모 경기의 한 시합을 이르는 말이다. 도리쿠미는 승/패의 계산, 중요하거나 주목할 만한 경기, 결과의 계산 및 포상금 산정 등의 단위로 취급된다.
도효(土俵)
스모 경기가 벌어지는 경기장의 이름이다. 흙을 쌓아서 만든다. 도효 자체의 원래의 의미는 '흙(土)을 잔뜩 넣은 가마니(俵)'이다. 이를 사용하여 경기장을 만들기 때문에, 경기장의 이름을 도효바(土俵場)라 불렀으며, 이를 줄여서 '도효'라고 부르게 되었다.
리키시(力士)
스모를 하는 선수를 '리키시' 또는 스모토리(相撲取り)라고 부른다.
마와시(廻し,回し,まわし)
스모를 할 때 선수가 몸에 걸치는 일본 전통 샅바로, 훈도시의 일종이다. 일본에서는 스모 외에 일부 마쓰리에서도 사용한다. 선수가 서로 붙잡기 위해 사용되는 수단으로 한국의 씨름에서 사용되는 샅바에 비견된다.
시로보시(白星), 구로보시(黒星)
스모 경기의 승패를 가리켜 각각 시로보시, 구로보시라 일컫기도 하며, 스모 경기가 진행될 때 각 리키시 별로 호시토리효(星取表)에 승리는 흰 동그라미(○), 패배는 검은 동그라미(●)로 표시된다.
헤야(部屋)
직업 스모 선수들은 스모에 입문할 때부터 동료 선수들과, 지도하는 사범격인 '오야카타'(親方)와 함께 도장 및 수련장 격인 '헤야'에서 합숙하며 신체 및 기술의 단련을 한다.(스모 선수들의 연습을 게이코(稽古)라고 한다.)

## 스모의 방식
스모 경기는, 직경 4.55 미터(15척)의 원형 또는 사각형 모양의 경기장인 도효(土俵) 안에서, 몸에 마와시를 찬 두 선수가 서로 대결하여(도리쿠미) 승부를 겨루는 형태이다. 도효 바깥으로 나가거나, 지면에 신체의 발바닥 이외의 부분이 닿았을 경우, 또는 반칙을 했을 경우 패배가 된다. 스모 경기의 승부를 판정하는 주심 역할은 오즈모에서는 교지(行司)가 맡는다.
스모 경기는, 전통적으로 참가하는 선수의 나이, 신장, 체중에 따라 구별을 두지 않고, 유도 등의 무차별급 경기와 같은 방식으로 행하여진다. 기량이 비슷할 경우 체중이 무겁거나 신장이 우월한 쪽이 경기에 유리한 연유로, 오즈모의 선수들은 150킬로그램이 넘는 체중이 보통이다.

### 준비과정-시키리
원형의 도효 안에 선수가 들어서, 처음에는 약간 서로 떨어져서, 상대의 안면을 마주하고, 허리를 낮추어, 도효 가운데에 그어진 준비선에 주먹을 쥐고 대며 준비를 한다. 이 과정을 시키리(仕切り)라고 하며, 다음 과정인 다치아이(立ち会い)가 시작될 때까지 몇번 반복한다. 횟수는 특별히 정해져 있지 않으므로 몇번이라도 상관없으며 (단 제한 시간이 있을 경우 그 범위 안) 반복하지 않아도 상관없다.

### 맞붙기-다치아이
주먹을 쥐어 바닥에 댄 상태에서, 서로 눈을 마주치며, 양쪽이 동시에 일어나 서로를 향해 돌진해 부딪친다. 보통은 정면으로 부딪치나, 반드시 정면으로 부딪치지 않아도 된다. 이 과정부터 스모의 경기가 시작 된 것이며, 이를 다치아이(立ち会い)라고 한다.
심판의 신호가 없이 서로 암묵적으로 합의를 하여 시작을 결정 하는 방식은 세계의 비슷한 경기들 가운데 스모의 독특한 시작 방식이라 할 수 있다. 시키리를 반복하는 가운데, 서로 기합이 올라, 시작할 준비가 되었다 판단되는 순간에 경기를 시작하는 것이다. 교지는 단지 이 과정을 확인 하는 것 뿐이다.
단, 최근에는 시간 제한이 설정되어 있다. 1928년 1월 12일 NHK의 라디오 방송이 시작 된 이래, 방송 시간 내에 승부를 보기 위해, 마쿠노우치는 10분, 주료는 7분의 제한 시간이 설정되며, 그 전에는 없었던 도효 위의 시키리 선이 설치가 되며 현재와 같은 다치아이의 과정이 생겼다. 그전까지는 그 당시의 사진 자료를 살펴 보면, 다치아이의 거리 제한이 없고, 머리와 머리를 서로 붙인 상태에서 개시 하는 경우가 많았다.
현재 오즈모에서 적용되고 있는 시간 제한은 마쿠노우치 4분, 주료 3분, 마쿠시타 이하는 2분 이내로 적용되고 있다.

### 승부의 판정
경기의 승리는 다음 경우에 결정된다.
- 상대의 발바닥 이외의 부분을 도효의 땅에 닿게 했을 때. 상대를 던져 등이 땅바닥에 닿게 하거나, 상대를 끌어당겨 손바닥이 닿도록 하거나, 상대의 머리카락이 바닥에 닿는 경우 전부 상대편의 패배로 결정된다.
- 상대를 도효 바깥으로 내보냈을 때. 상대의 신체가 도효 바깥의 지면에 닿았을 때도 역시 승리가 결정된다.

### 공격법
스모 경기에서 상대방을 쓰러뜨리기 위해서는 다음과 같이 한다.
- 서로 떨어진 상태에서, 상대의 가슴을 머리나 양 손으로 밀거나, 손을 펴 상대의 목을 밀어내거나 뺨을 치거나, 다리를 후리는 등의 공격법을 사용하여, 상대방보다 우위의 상황을 만든다.
- 마와시를 움켜잡아 당기거나 끌며 기술을 시도한다. 양쪽 모두 마와시를 움켜잡았을 때, 서로 팔이 교차하게 되는데, 이때 안쪽에 위치한 팔을 시타테(下手), 바깥쪽에 있는 팔을 우와테(上手)라 부른다.

### 승부 기술
일본어로는 기마리테(決まり手)라 불리며, 스모에서 승부를 결정지은 기술을 의미한다. 일본스모협회에서는 스모에서 사용할 수 있는 기술로 기본기, 던지기, 걸기, 비틀기, 젖히기 등의 분류에 따라 82가지 기술과 5가지의 승부효과(기술이 아님)를 규정하고 있으며, 일반 아마추어 스모에서도 이 기술을 인정하고 있다.

## 스모의 등급
오즈모를 관장하는 일본스모협회에서는 다음 스모 경기(바쇼)가 시작하기 전, 전 스모 경기의 성적에 따라 등록된 선수들의 순위를 매겨 반즈케(番付)라 불리는 순위표를 발표한다. 일본 아마추어 스모를 관장하는 일본 스모 연맹에서는 급 및 단제도를 두고 있으며, 초단 이상 만이 검은 마와시 착용이 가능하도록 하고 있다.

## 같이 보기
- 일본의 문화
- 요코즈나 목록
- 씨름